# Celtic Link Ferries
 (décembre 2011).
Celtic Link Ferries est une compagnie de ferry. La compagnie assure trois liaisons hebdomadaires entre France et Irlande.

## Historique
En 2004, P&O Ferries arrête toute liaison depuis le port de Cherbourg[réf. nécessaire]. C'est à ce moment qu'est fondée la compagnie Celtic Link Ferries. Dès février 2005, après avoir affrété un car-ferry, le MV Diplomat (ex P&O Irish Sea), la liaison Cherbourg-Rosslare reprend[réf. nécessaire].
Le succès de la ligne vers Rosslare incite alors[Qui ?] à la création d'une seconde ligne, de Dublin à Liverpool, par un second navire, le Celtic Star[réf. nécessaire]. Les services débutent en mai 2005[réf. nécessaire] et, dès décembre, il est prévu[Par qui ?] de compléter le service grâce à un second navire, le Kilmore[réf. nécessaire].
En décembre 2006, la compagnie annonce l'ouverture d'une ligne fret Cherbourg-Portsmouth, avec un fretteur de 120 camions, le Celtic Mist. Cependant, la ligne ne peut finalement ouvrir, à la suite de problèmes administratifs.[réf. nécessaire]